# Jawny
Jacob Lee-Nicholas Sullenger (Fairfield, California; 23 de diciembre de 1995), conocido artísticamente como Jawny (estilizado en mayúsculas; anteriormente como Johnny Utah), es un cantante, compositor y productor discográfico estadounidense. Recibió reconocimiento por primera vez después del lanzamiento de su sencillo de 2019  «Honeypie» y firmó con Interscope Records en enero de 2020.

## Biografía y carrera artística
Sullenger nació y creció en el área de la Bahía de San Francisco. Aprendió a tocar la guitarra a los 6 años y comenzó a componer canciones en su adolescencia. Asistió brevemente a la universidad, donde estudió enfermería, pero abandonó sus estudios para dedicarse a la música. También administraba una pizzería en Nueva Jersey para pagar las cuentas.
En 2016, a la edad de 20 años, Sullenger se mudó a Filadelfia, Pensilvania, donde comenzó a hacer música bajo el alias de Johnny Utah. El seudónimo era una referencia al personaje de Keanu Reeves en la película Point Break de 1991.
En enero de 2018, lanzó un EP homónimo a través de Z Tapes Records. Lanzó varios sencillos más ese año, incluidos «Folding Like Honey», «Patty» y «Crazy for Your Love». Sus canciones también aparecieron en la lista de reproducción Bedroom Pop de Spotify. En noviembre de 2018, las pistas fueron compiladas por Z Tapes Records en un segundo EP titulado Big Dogs.
En abril de 2019, lanzó el sencillo «Honeypie», que luego apareció en las listas de reproducción Fresh Finds y Ultimate Indie de Spotify. Esa exposición hizo que la canción acumulara millones de reproducciones en la plataforma.
Sullenger firmó con Interscope Records en enero de 2020 y en esa época cambió su nombre artístico a Jawny, una referencia a un término del argot de Filadelfia. También se mudó a Los Ángeles, California.
En febrero de 2020, lanzó el sencillo «Anything You Want». Lanzó su proyecto debut en Interscope, For Abby, en octubre de 2020. Jawny describió el disco de 10 pistas como un mixtape más que un EP. Uno de los sencillos de la colección, «Sabotage», se estrenó en el puesto número 34 en la lista Billboard Alternative Airplay en enero de 2021.

## Vida personal
Sullenger estuvo en una relación sentimental con la rapera y cantante Doja Cat desde agosto de 2019 hasta febrero de 2020.